# Jezioro Bracholińskie
Jezioro Bracholińskie (także: Rgielskie Wschodnie) – jezioro w Polsce, w powiecie wągrowieckim, gminie Wągrowiec, w dorzeczu Odry.

## Morfometria
Jezioro ma powierzchnię 54 ha (64,72 ha), głębokość 2,6 metra i jest zasilane przez wody Nielby.
Prace melioracyjne prowadzone w zlewni Nielby doprowadziły lokalnie do zmiany kierunku odpływu wód, jak również do podziału istniejącego Jeziora Rgielskiego na osobne akweny: Rgielskie Wschodnie (Bracholińskie), Rgielskie Zachodnie i Rgielskie Południowe.

## Przyroda
Akwen i otaczające go podmokłe łąki stanowi ważne regionalnie lęgowisko gęgawy (kilkadziesiąt par), błotniaka stawowego (10-14 par) oraz bąka (co najmniej 4–6 huczących samców). Istnieje tu ostoja ptactwa (m.in. czapli i żurawi). W rejonie spotkać można około 140 gatunków ptaków. Jezioro jest miejscem koncentracji ptaków w czasie migracji i noclegowiskiem gęsi zbożowych oraz białoczelnych (do 5500 osobników). Formą ochrony ekosystemu jest użytek ekologiczny Jeziora Bracholińskie.
W 2006 miała tu miejsce katastrofa ekologiczna, po której zastosowano aerację mobilną z inaktywacją fosforu. Wiosną 2021 w jeziorze znaleziono zwłoki czterech padłych łabędzi. Przyczyną zgonu była ptasia grypa podtypu H5N8.
Zbudowano tu ośrodek edukacji ekologicznej i wyznaczono ścieżkę przyrodniczą Bracholińska Ostoja z 23 tablicami i lunetą.